# Ficus dryepondtiana
Ficus dryepondtiana är en mullbärsväxtart som beskrevs av Ambroise Gentil. Ficus dryepondtiana ingår i släktet fikonsläktet, och familjen mullbärsväxter. Inga underarter finns listade i Catalogue of Life.